# Puerto Diablo
Puerto Diablo è una circoscrizione dell'isola comunale di Vieques, in Porto Rico. Confina a nord-ovest con Isabel Segunda e a ovest con Puerto Ferro. È bagnata a nord dalle acque dello stretto di Vieques, a est dalle acque dello stretto delle Vergini e a sud dal Mar dei Caraibi. Nel 2000 aveva una popolazione di 984 abitanti.

## Geografia fisica
Puerto Diablo è la circoscrizione più estesa di Vieques, occupando circa un terzo dell'intera superficie dell'isola. L'agglomerato urbano principale è localizzato a nord-ovest, in prossimità di Isabel Segunda. Il litorale settentrionale, l'estrema punta orientale e il litorale sud-orientale sono caratterizzati dalla presenza di piccole lagune, a ridosso delle numerose spiagge che occupano la maggior parte della fascia costiera di Puerto Diablo. La zona costiera meridionale confinante con Puerto Ferro è invece caratterizzata dalla presenza di acquitrini e paludi. Una fitta vegetazione tropicale ricopre la quasi totalità dell'entroterra creando una sorta di piccola foresta pluviale.

## Fauna
Ancora oggi è possibile imbattersi in diversi esemplari di cavalli selvatici, introdotti dai conquistadores spagnoli nel corso del XVI secolo. La foresta ospita inoltre una grande varietà di uccelli endemici.